# José Hernández (poète)
Pour les articles homonymes, voir José Hernández.

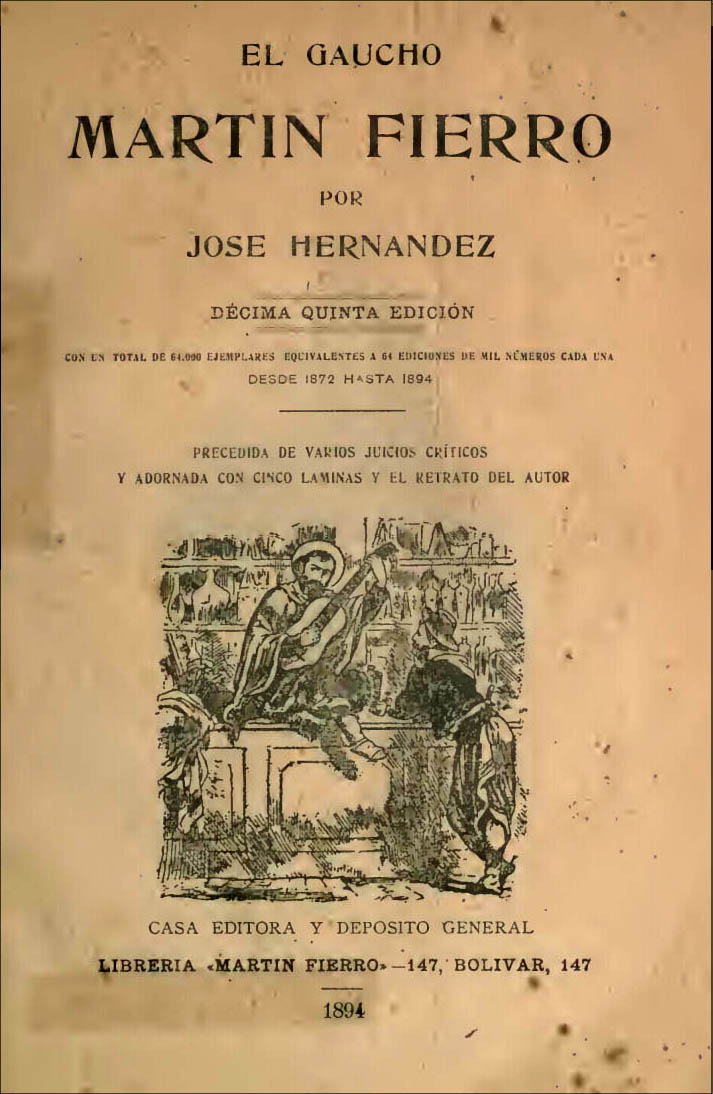
Martín Fierro

José Hernández (10 novembre 1834 - 21 octobre 1886) est un poète, journaliste et homme politique argentin considéré comme le poète national du pays.

## Biographie
Jose Hernández, dont les ancêtres sont espagnols, irlandais, et français (béarnais plus exactement, car sa mère était cousine de Juan Martín de Pueyrredón), naît dans une ferme près de San Martín, dans la province de Buenos Aires. Son père est majordome dans différents ranchs, ce qui lui permet de grandir au contact des gaúchos, dont le style de vie, le langage et le code d'honneur forgeront son identité, et l'influenceront jusqu'à ses derniers jours.
Entre 1852 et 1872, il défend l'autonomie des provinces, contre les autorités centrales de Buenos Aires. Il participe à la dernière rébellion des gaúchos, qui se termine en 1871 par une cruelle défaite, entraînant l'exil d'Hernández.
Après son retour en Argentine en 1874, il continue son combat par d'autres moyens, principalement les journaux et les positions politiques qu'il occupe. Mais c'est par la poésie qu'il recevra le plus grand écho à ses idées, et qu'il fera sa plus grande contribution à la cause des gaúchos. Son poème épique Martín Fierro est considéré comme l'une des œuvres majeures de la littérature argentine.
Il fut également membre de l'Académie nationale du Journalisme.
Il succombe à une attaque cardiaque le 21 octobre 1886, dans la ville de Belgrano.